# Langenisarhofen

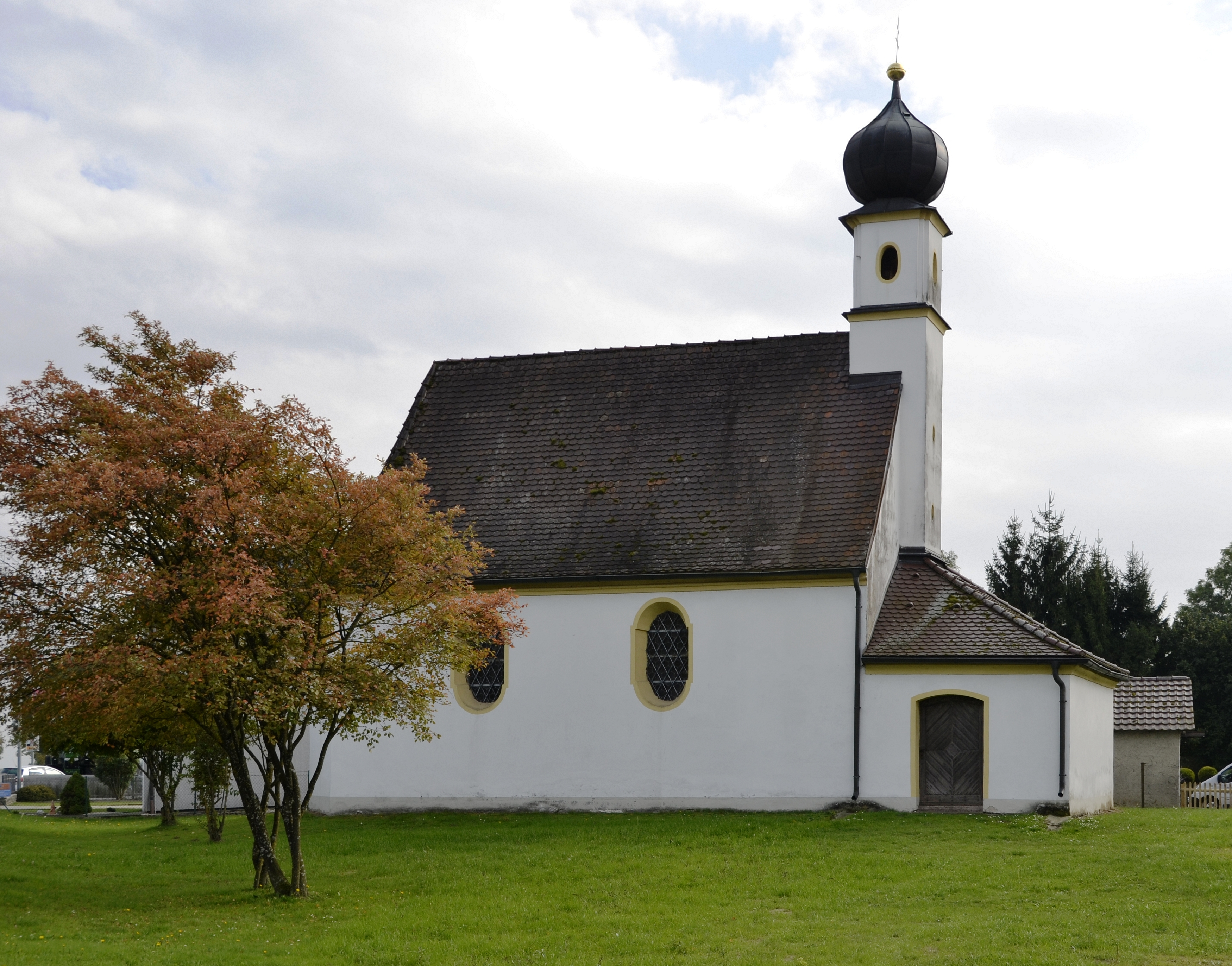
Filialkirche St. Johannes der Täufer

Langenisarhofen ist ein Gemeindeteil der Gemeinde Moos im niederbayerischen Landkreis Deggendorf und eine Gemarkung.

## Geographie
Das Dorf Langenisarhofen liegt am Übergang einer Niederterrasse zur Hochterrasse am Südwestrand des Isartals. Durch den Ort verläuft die Bundesstraße 8 und südlich vorbei verläuft die Bahnstrecke Passau–Obertraubling.
Die Gemarkung Langenisarhofen entspricht weitgehend der Fläche der ehemaligen Gemeinde Langenisarhofen, liegt vollständig auf dem Gebiet der Gemeinde Moos und umfasst 1209,50 Hektar.

## Geschichte
Bereits eine Güterbeschreibung von Kloster Niederaltaich aus dem späten 8. Jahrhundert, der „Breviarius Urolfi“, erwähnt den Ort. Die Ortskapelle stammt aus der zweiten Hälfte des 17. Jahrhunderts.
Die Gemeinde Langenisarhofen wurde durch das Gemeindeedikt von 1818 gebildet. Sie war etwa 1198 Hektar groß und es gab die Orte Blindmühl, Gilsenöd und Langenisarhofen. Am 1. Mai 1978 wurde sie vollständig in die Gemeinde Moos eingegliedert.

## Baudenkmäler
- Filialkirche St. Johannes der Täufer. Der kleine barocke Bau entstand im 17. Jahrhundert. Die Einrichtung stammt aus der Zeit um 1900, die Kanzel aus dem 17. Jahrhundert. Kirchlich gehört Langenisarhofen zur bereits 1224 urkundlich erwähnten Pfarrei Isarhofen.

## Vereine
- Freiwillige Feuerwehr Langenisarhofen
- Krieger- und Soldatenkameradschaft Moos / Langenisarhofen
- Gartenbauverein Moos / Langenisarhofen
- Kirchenchor Isarhofen
- Jagdgenossenschaft Langenisarhofen